# 泉州公交711路
泉州公交711路是中华人民共和国泉州市境内的一条公共交通线路，全程27公里。起讫点为陈青山将军纪念馆至五中台投分校，运营时间为陈青山将军纪念馆：6:55-17:00；五中台投分校：8:00-18:00
该线为泉州公交首条开通夜班的支线公交线路，目前暂停运营。

## 历史
- 2017年12月25日，泉州公交开通711路。初期运营区间为洛阳村-台商公交中心枢纽站。初期运营时间为洛阳村6:40-17:10、台商公交中心枢纽站7:30-18:00。使用车辆为自31路退下的2部大金龙XMQ6762NEG3型柴油空调公交车
- 2018年1月20日，711路接手并更换自K508路退下的2部恒通CKZ6851HNA5型LNG空调公交车。原有2部XMQ6762NEG3退役。
- 2018年8月21日，711路更换为1部中车时代TEG6851BEV09型电动巴士，并退下2部CKZ6851HNA5[2]
- 2019年1月1日，因优化调整，711路自洛阳村经由洛阳大道、城西大道延伸至蓝郡国际始发终到。首末班时间和票价不变[3]
- 2019年7月4日，因台商公交中心枢纽站地块征收需要，711路由台商公交中心枢纽站调整至群青村始发终到。运营时间调整为蓝郡国际6:30-16:40；群青村7:20-17:30。配车数不变。[4]
- 2020年1月26日，为配合惠安县交通局及台投区规划建设与交通局关于新型冠状病毒肺炎防控要求。711路自当日14:00起暂停运行至2月17日。[5][6]
- 2020年2月18日，711路恢复运营
- 2020年7月1日，因K20路开通需要，台投公司抽调711路1部TEG6851BEV09至K20路运行，并置换为1部恒通CKZ6851HNA5。
- 2020年7月8日，因八仙过海乐园一期开业后交通接驳需要，711路自当日起取消途经杏秀路、群青村，改为途经亚艺街、南北主干道、滨湖南路、凯林路、海仑路、海湾大道至八仙过海水世界始发终到。并开通夜班服务，运营时间调整为蓝郡国际8:30-20:00、八仙过海水世界9:30-21:00。并增加3部福田BJ6760C5MCB-1型LNG空调公交车，配车数增至4部。票价不变[7]
- 2020年10月1日，711路自该日起取消夜班服务。运营时间调整为蓝郡国际8:00-17:20、八仙过海水世界9:10-18:30。[8]
- 2020年11月1日，因八仙过海海洋公园建设需要。711路自该日起取消途径八仙过海水世界、凯林路、海仑路、海湾大道。改为途径杏秀路至台投区管委会始发终到。运营时间、票价不变。[9]
- 2020年12月20日，为方便五中台投分校师生及陈埭头村出行需要，711路自该日起取消途径洛阳交警中队、蓝郡国际。改为途径Y161、洛河路、学堂南街延伸至陈青山将军纪念馆、五中台投分校始发终到。运营时间调整为陈青山将军纪念馆6:20-17:20；五中台投分校7:20-18:20。[10]并更换1部福田BJ6760C5MCB-1及两部TEG6851BEV09，原配两部恒通CKZ6851HNA5调入705路使用，配车数达到5部。
- 2021年9月13日，应台商投资区疫情应急指挥部要求。自当日16:20起，711路暂停运营，恢复时间待定。[11]
- 2021年10月1日，711路自该日起恢复运营。同日起，受杏秀路改造影响，711路取消途径台商行政服务中心、加坑路口、台投区管委会。改为途径滨湖南路、滨湖东路。[12]
- 2021年11月1日，711路自该日起恢复途径台商行政服务中心、加坑路口、台投区管委会。取消途径滨湖南路、滨湖东路。
- 2022年3月16日，因疫情防控要求暂停中心市区范围内所有公交线路运营。711路自当日首班起再次暂停运营至4月13日。[13]
- 2022年4月14日，711路再次恢复运营。[14]
- 2022年6月15日，自该日起711路与705路合并,711路再次暂停运营。[15]

## 站点
| 路线 | 路线 | 路线 | 所在地区、街道 | 所在地区、街道    | 站点名           | 备注            |
| ---- | ---- | ---- | -------------- | ----------------- | ---------------- | --------------- |
|      |      |      | 台投区         | Y161              | 陈青山将军纪念馆 | 起讫站          |
|      |      |      | 台投区         | Y161              | 陈埭村口         |                 |
|      |      |      | 台投区         | 洛河路            | 云庄村口         |                 |
|      |      |      | 台投区         | 洛河路            | 云庄老人协会     |                 |
|      |      |      | 台投区         | 洛河路            | 云庄村委会       |                 |
|      |      |      | 台投区         | 洛河路            | 洛阳凤山寺       |                 |
|      |      |      | 台投区         | 洛河路            | 洛河路南段       |                 |
|      |      |      | 台投区         | 洛阳大道 （G324） | 洛阳三角牌       |                 |
|      |      |      | 台投区         | 洛阳大道 （G324） | 洛阳             |                 |
|      |      |      | 台投区         | 洛阳大道 （G324） | 洛阳镇政府       |                 |
|      |      |      | 台投区         | 洛阳大道 （G324） | 华光学院         | 原名 洛阳屿头   |
|      |      |      | 台投区         | 洛阳大道 （G324） | 白沙路口         |                 |
|      |      |      | 台投区         | 洛阳大道 （G324） | 前园             |                 |
|      |      |      | 台投区         | 洛阳大道 （G324） | 下曾             | 森美            |
|      |      |      | 台投区         | 南北主干道        | 马山             | 原名 马山村口   |
|      |      |      | 台投区         | 南北主干道        | 牛坑村口         |                 |
|      |      |      | 台投区         | 江锦路            | 洗马头村口       |                 |
|      |      |      | 台投区         | 江锦路            | 锦溪小区         |                 |
|      |      |      | 台投区         | 南北主干道        | 浦庄村口         |                 |
|      |      |      | 台投区         | 南北主干道        | 凤浦村口         |                 |
|      |      |      | 台投区         | 南北主干道        | 台商公安分局     |                 |
|      |      |      | 台投区         | 东纬三路          | 凤浦小区         |                 |
|      |      |      | 台投区         | 杏琅路            | 滨湖东路中段     | 原名 杏琅路中段 |
|      |      |      | 台投区         | 杏琅路            | 海丝公园西门     | 原名 亚艺园西门 |
|      |      |      | 台投区         | 亚艺街            | 台商宝龙广场     |                 |
|      |      |      | 台投区         | 滨湖南路 （S201） | 后海路口         |                 |
|      |      |      | 台投区         | 滨湖南路 （S201） | 台商行政服务中心 |                 |
|      |      |      | 台投区         | 滨湖南路 （S201） | 加坑路口         |                 |
|      |      |      | 台投区         | 杏秀路            | 台投区管委会     |                 |
|      |      |      | 台投区         | 学堂南街          | 五中台投分校     | 起讫站          |

## 票价
711路计价方式为一票制，票价¥2.0。
- 泉通卡普通卡9折，月票卡乘坐刷1次。敬老卡、爱心卡有效
- 可使用泉城通APP或支付宝、云闪付、微信乘车码支付

## 配车
- 恒通CKZ6851HNA5
（2018.1 - 2018.8 / 2020.7 - 2020.12）
- 中车时代TEG6851BEV09
（2018.8 - 2020.6 / 2021.1 - 2022.6）
- 福田BJ6760C5MCB-1
（2021.1 - 2022.6）

## 相关
- 泉州公交线路列表